# Phorbas arbuscula
Phorbas arbuscula är en svampdjursart som först beskrevs av Lendenfeld 1888.  Phorbas arbuscula ingår i släktet Phorbas och familjen Hymedesmiidae. Inga underarter finns listade i Catalogue of Life.